# Alpské lyžování na Zimních olympijských hrách 1948
Alpské lyžování na Zimních olympijských hrách 1948 ve švýcarském Svatém Mořici.

## Medailové pořadí zemí
| Pořadí | Země                         | Zlato | Stříbro | Bronz | Celkově |
| ------ | ---------------------------- | ----- | ------- | ----- | ------- |
| 1.     | Švýcarsko (SUI)              | 2     | 2       | 2     | 6       |
| 2.     | Francie (FRA)                | 2     | 1       | 2     | 5       |
| 3.     | Rakousko (AUT)               | 1     | 2       | 3     | 6       |
| 4.     | Spojené státy americké (USA) | 1     | 1       | 0     | 2       |
|        | Celkem                       | 6     | 6       | 7     | 19      |

## Medailisté

### Muži
| Disciplína | Zlato                           | Výkon  | Stříbro                        | Výkon  | Bronz                                                         | Výkon  |
| ---------- | ------------------------------- | ------ | ------------------------------ | ------ | ------------------------------------------------------------- | ------ |
| kombinace  | Henri Oreiller · Francie (FRA)  | 3,27   | Karl Molitor · Švýcarsko (SUI) | 6,44   | James Couttet · Francie (FRA)                                 | 6,95   |
| sjezd      | Henri Oreiller · Francie (FRA)  | 2:55,0 | Franz Gabl · Rakousko (AUT)    | 2:59,1 | Rolf Olinger · Švýcarsko (SUI) Karl Molitor · Švýcarsko (SUI) | 3:00,3 |
| slalom     | Edy Reinalter · Švýcarsko (SUI) | 2:10,3 | James Couttet · Francie (FRA)  | 2:10,8 | Henri Oreiller · Francie (FRA)                                | 2:12,8 |

### Ženy
| Disciplína | Zlato                                             | Výkon  | Stříbro                                           | Výkon  | Bronz                               | Výkon  |
| ---------- | ------------------------------------------------- | ------ | ------------------------------------------------- | ------ | ----------------------------------- | ------ |
| kombinace  | Trude Beiserová · Rakousko (AUT)                  | 6,58   | Gretchen Fraserová · Spojené státy americké (USA) | 6,95   | Erika Mahringerová · Rakousko (AUT) | 7,04   |
| sjezd      | Hedy Schluneggerová · Švýcarsko (SUI)             | 2:28,3 | Trude Beiserová · Rakousko (AUT)                  | 2:29,1 | Resi Hammererová · Rakousko (AUT)   | 2:30,2 |
| slalom     | Gretchen Fraserová · Spojené státy americké (USA) | 1:57,2 | Antoinette Meyerová · Švýcarsko (SUI)             | 1:57,7 | Erika Mahringerová · Rakousko (AUT) | 1:58,0 |